# Cá Phong Nha
Cá Phong Nha (danh pháp hai phần: Danio quangbinhensis) là một loại cá ở châu Á thuộc họ Cyprinidae. Loài cá này sống ở Việt Nam như ở Vườn quốc gia Phong Nha-Kẻ Bàng. Con trưởng thành có chiều dài 8,5 cm. Loài cá này được phát hiện lần đầu ở Phong Nha-Kẻ Bàng và đã được đặt danh pháp hai phần năm 1999.